# 荘司勝也
荘司 勝也（しょうじ かつや、3月10日 - ）は、日本の声優、舞台俳優。茨城県出身。

## 来歴
以前はぷろだくしょんバオバブに所属していた。

## 人物
特技には野球、水泳、ピアノ、ギター、サックス、料理をそれぞれ挙げている。
趣味には小物収集、筋力トレーニング、ももいろクローバーZをそれぞれ挙げている。

## 出演

### テレビアニメ
2013年
- 忍者ハットリくん（ピザ屋さん、報道陣C、客B）
- クレヨンしんちゃん（2013年 - 2020年、男性、執事C、店員B、高校生B、男B）

2014年
- となりの関くん（男子生徒A）
- 忍たま乱太郎（忍術塾の塾生B）

2016年
- ねじ巻き精霊戦記 天鏡のアルデラミン
- 一人之下 the outcast（賈正瑜）
- Lostorage incited WIXOSS（男子生徒、男、男子高校生、サッカー仲間、男子学生）
- 魔法少女育成計画（男性）

2017年
- アリスと蔵六（部下）

2018年
- クラシカロイド（警察官B）

2020年
- ファンタシースターオンライン2 エピソード・オラクル（ヴォイド職員）

2021年
- サクガン（男）

### 劇場アニメ
- 劇場版 忍たま乱太郎 ドクタケ忍者隊最強の軍師（2024年、ドクタケ忍者）

### ゲーム
- DIABOLIK LOVERS（2012年）
- 第3次スーパーロボット大戦Z 時獄編（2014年、アルテア兵）
- ぷよぷよ!!クエスト（2017年 - 2020年、エルドゥール、ヌール[3]、ルクバト[4]）

### 吹き替え

#### 映画
- 明日への地図を探して
- 五日物語 -3つの王国と3人の女-（ジョナ〈ジョナ・リース〉）
- ハウス・オブ・グッチ（ウォルター[5]）
- マー -サイコパスの狂気の地下室-（アンディ〈コーリー・フォーゲルマニス〉）
- Mute/ミュート（ニッキー・シムセック〈ヤニス・ニーヴーナー〉）
- ライ麦畑で出会ったら

#### ドラマ
- HAWAII FIVE-0
- うわさのツインズ リブとマディ（フィンチ）
- NCIS: ニューオーリンズ
- FBI: 特別捜査班
- クイーンズ・ギャンビット
- グッド・ガールズ!〜NY女子のキャリア革命〜（ネッド）
- ジェイズ・オブ・ブルー ブルックリン警察（マニー）
- ジーニアス:世紀の天才 アインシュタイン（ユリウス）
- ミスター・メルセデス（ジェローム・ロビンソン 〈ジャレル・ジェローム〉）

### 舞台
- 「マクベス」百年先俳優会 アトリエ公演
- 「ウィンザーの陽気な女房たち」てあとるらぽう10周年記念公演
- 「リチャード二世」百年先俳優会
- 「間違いの喜劇」百年先俳優会
- 「から騒ぎ」百年先俳優会（ベネディック）